# Réal (Durance)
Der Réal ist ein Fluss in Frankreich, der in der Region Provence-Alpes-Côte d’Azur verläuft. Er ändert mehrfach seinen Namen und entspringt als Ruisseau de Vacon im Gemeindegebiet von Rians, entwässert zunächst in nordöstlicher Richtung, dreht dann unter dem Namen Ruisseau de Saint-Bachi auf Nordwest und erreicht schließlich den Ort Jouques, wo er seinen endgültigen Namen Réal annimmt. Nach insgesamt rund 22 Kilometern mündet der Fluss im Gemeindegebiet von Peyrolles-en-Provence als linker Nebenfluss in die Durance. In seinem Mittellauf unterquert er den Canal de Provence beim Aquädukt von Saint-Bachi, knapp vor der Mündung in die Durance unterquert er den parallel verlaufenden Kraftwerkskanal der EDF. Auf seinem Weg berührt der Réal die Départements Var und Bouches-du-Rhône.

## Orte am Fluss
- Rians
- Jouques
- Peyrolles-en-Provence